# George Bournoutian

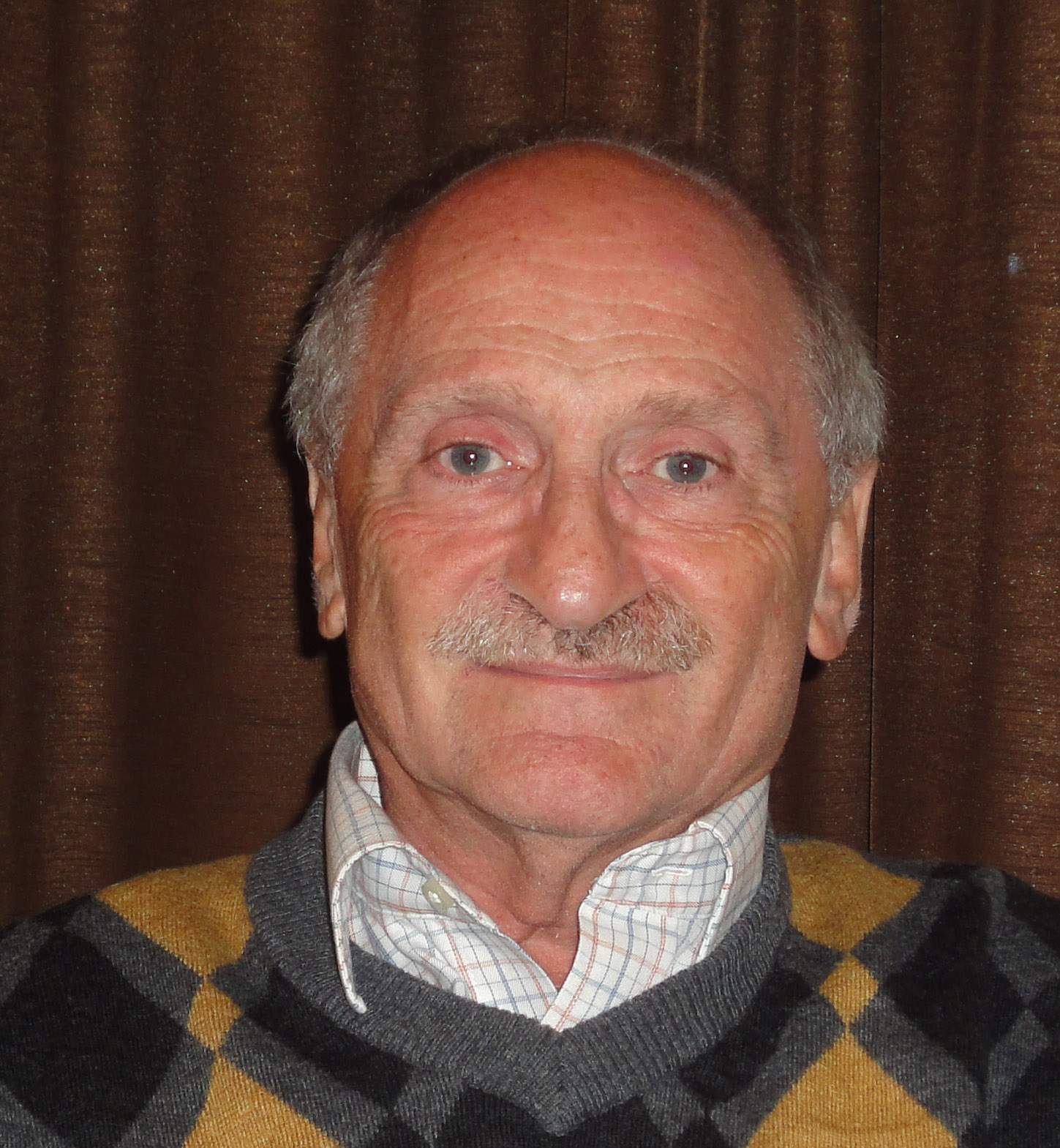
George Bournoutian, Schuschi 2012

George A. Bournoutian (persisch جورج بورنوتیان; armenisch Ջորջ Բուռնութեան; * 25. September 1943 in Isfahan, Iran; † 22. August 2021 in New Jersey, USA) war ein armenisch-iranisch-US-amerikanischer Historiker und Hochschullehrer.

## Biografie
George Bournoutian wurde 1943 in Nor Dschugha, dem armenischen Viertel der iranischen Stadt Isfahan geboren. Er wuchs im Iran auf und machte seinen Sekundarschulabschluss an der damaligen Schule Andisheh der Salesianer Don Boscos in der Hauptstadt Teheran. 1964 wanderte er in die Vereinigten Staaten von Amerika aus. 1968 besuchte er das erste Mal Sowjetarmenien. 1971 erlangte er an der University of California, Los Angeles (UCLA) den Abschluss M.A. und 1976 mit seiner Doktorarbeit Eastern Armenia on the Eve of the Russian Conquest, die 1982 und 1992 als Monographie erschien, den akademischen Grad Ph.D. in armenischer, iranischer und russischer Geschichte.
Er starb im August 2021 über einen Monat vor seinem 78. Geburtstag in New Jersey.

## Wissenschaftliche Arbeit
Bournoutian ist Autor von über 30 Monografien mit historischen Themen zu Armenien, zum Iran und zur Kaukasusregion. Er unterrichtete Geschichte Irans an der UCLA und Geschichte Armeniens an der Columbia University, Tufts University, New York University, Rutgers University, University of Connecticut, Ramapo College und am Glendale Community College sowie Sowjetische und Russische Geschichte am Iona College.
Viel beachtet wurde seine ursprünglich in zwei Bänden 1993 erschienene „Geschichte des armenischen Volkes“ (A History of the Armenian People) von der Antike bis Anfang der 1990er Jahre, die dreimal aufgelegt wurde. Auf Grund des Erfolgs erschien eine überarbeitete und erweiterte Ausgabe in einem Band mit dem Titel A Concise History of the Armenian People. 2011 erschien diese unter dem Titel Ermeni Tarihi – Ermeni Halkının Tarihine Kısa Bir Bakış auf Türkisch; darüber hinaus kamen Übersetzungen ins Armenische (2012), Spanische, Russische, Arabische und Japanische heraus. 2019 wurde in Teheran eine persische Übersetzung veröffentlicht (Tarikh-e mokhtasar-e Maredom-e Armani).
Bournoutian griff durch eine Veröffentlichung auch entscheidend in die akademische Debatte um die ethnographische Geschichte Bergkarabachs ein. 2011 gab er eine historische russische demographische und ökonomische Studie über die Provinz Karabach aus dem Jahre 1823 heraus, in der dokumentiert wurde, dass etwa 95 % der Bevölkerung von Bergkarabach und ebenso auch der Dörfer in Sangesur (heute Sjunik) Armenier waren.
George Bournoutian unternahm eine Reihe von Reisen in verschiedene Länder der Welt. Er sprach fließend Englisch, Armenisch, Persisch, Russisch und Polnisch und hatte darüber hinaus Kenntnisse der französischen und der aserbaidschanischen Sprache.

## Schriften
Wissenschaftliche Monographien
- The Khanate of Erevan under Qajar Rule, 1795–1828. Persian Studies Series, number 13, Bibliotheca Persica, Iran Center, Columbia University, New York 1992.
- A History of the Armenian People, Bände 1 und 2. Mazda Publishers, Costa Mesa 1993, ISBN 978-1-56859-032-5
- Eastern Armenia in the Last Decades of Persian Rule, 1807–1827. Studies in Near Eastern Culture and Society, Nr. 5, Von Grunebaum Center, UCLA, Undena, Malibu 1982
- A History of Qarabagh. Mazda Academic Press, California, 1994
- Russia and the Armenians of Transcaucasia: A Documentary Record, 1797–1889. Mazda Publishers, Costa Mesa 1998
- Two Chronicles on the History of Karabagh. Mazda Publishers, Santa Ana 2004
- A Concise History of the Armenian People (5th revised edition), Mazda Publishers, Santa Ana 2006
- Tigranes II and Rome: A New Interpretation Based on Primary Sources. Mazda Publishers, Santa Ana 2007
- From Tabriz to St. Petersburg: Iran's Mission of Apology to Russia in 1829. Mazda Publishers, 2014, ISBN 978-1-56859-328-9
- Armenia and Imperial Decline: The Yerevan Province, 1900–1914. Routledge, Abingdon-on-Thames / New York 2018, ISBN 978-0-367-59067-3
- From the Kur to the Aras: A Military History of Russia’s Move into the South Caucasus and the First Russo-Iranian War, 1801-1813. Brill, Leiden/Boston 2020, ISBN 978-90-04-44515-4
- A Concise History of the Armenian People (7. Auflage). Mazda Publishers, Santa Ana 2018, ISBN 978-1-56859-141-4

Herausgeberschaften
- Abraham (Kretatsʻi, Catholicos of Armenia): The Chronicle of Abraham of Crete: Patmutʻiwn of Katʻoghikos Abraham Kretatsʻi. Mazda Publishers, Costa Mesa 1999.
- Esayi Hasan Jalaleants`: A Brief History of the Aghuank` Region. Mazda Publishers, Santa Ana 2009
- Pavel Ivanovich Mogilevskīĭ, Petr Nikolaevich Ermolov: The 1823 Russian Survey of the Karabagh Province: A Primary Source on the Demography and Economy of Karabagh in the Early 19th Century. Mazda Publishers, Santa Ana 2011
- The 1820 Russian Survey of the Khanate of Shirvan. A primary Source on the Demography and Economy of an Iranian Province Prior to its Annexation by Russia. Gibb Memorial Series, Cambridge 2016.
- The 1819 Russian Survey of the Khanate of Sheki. A Primary Source on the Demography and Economy of an Iranian Province Prior to its Annexation by Russia. Mazda Publishers, Santa Ana 2016.
- The 1829–1832 Russian Surveys of the Khanate of Nakhichevan. A Primary Source on the Demography and Economy of an Iranian Province prior to its Annexation by Russia. Mazda Publishers, Santa Ana 2016.

Arbeiten zur Erlangung wissenschaftlicher Grade
- B.A. Thesis: The Armenian Community of Isfahan (Iran) in the 17th Century. Published in 2 parts in The Armenian Review in 1971–1972.
- M.A. Thesis: The Rise of National and Political Consciousness among the Armenian, Georgian and Turko-Tatar Peoples and Their Role in the Russian Revolution of 1905-1907. Published in The Armenian Review in 1973.
- Ph.D. Thesis: Eastern Armenia on the Eve of the Russian Conquest.